# Lyckan i LA
Lyckan i LA var ett TV-program som sändes på TV3 med start 13 mars 2012. Programmet var en säsong med åtta avsnitt och det sista avsnittet sändes 2 maj 2012.

## Deltagare
- Rebecka Alexia Shirwani
- Caroline Mansson
- Emilia Carpinisan
- Katya Tham